# علی فتحی (بازیکن فوتبال)
علی فتحی مولود (زادهٔ ۲۸ اردیبهشت ۱۳۷۹) بازیکن فوتبال اهل ایران است که در پست هافبک هجومی برای باشگاه فوتبال پالایش نفت بندرعباس بازی می‌کند.
پست اصلی وی در بازی، هافبک هجومی است.فتحی سابقه دعوت و بازی برای تیم ملی فوتبال امید ایران را نیز دارد.

## افتخارات

### تراکتور
- جام حذفی
  - قهرمان(۱): ۱۳۹۹–۱۳۹۸[۱۰]